# Ludger Tom Ring Młodszy
Ludger Tom Ring Młodszy (ur. 19 lipca lub 19 listopada 1522 w Münster, zm. 22 maja 1584 w Brunszwiku) – niemiecki malarz renesansowy, jeden z prekursorów wizerunków martwej natury w malarstwie.

## Życiorys
Jego ojciec, Ludger Tom Ring Starszy (1496–1547) i brat Hermann Tom Ring (1521-1596) również byli malarzami. Przynajmniej do 1555 roku mieszkał w rodzinnym domu w Münster. W odróżnieniu od rodziny przeszedł na protestantyzm. W latach 40. prawdopodobnie odbył podróże do Niderlandów i Anglii. Do 1569 roku zarabiał na życie malując przedstawicieli rodzin arystokratycznych Dolnej Saksonii w formacie od miniatur po pełnowymiarowe obrazy. Następnie osiadł w Brunszwiku, gdzie mieszkał do śmierci.

## Twórczość
Ludger Tom Ring Młodszy znany był głównie z portretów i szczegółowych scen biblijnych. Jako jeden z pierwszych zaczął również od 1562 malować kwiaty i zwierzęta. Badacze podkreślają jego nowatorską rolę w usamodzielnieniu się martwej natury jako rodzaju malarstwa. Jego olejne studium kwiatów w kamiennym wazonie (lata 60. XVI wieku) uznawane jest za pierwszy w historii malarstwa czysty przykład tego gatunku.
W 1996 roku w Westfälisches Landesmuseum für Kunst und Kulturgeschichte w Münster miała miejsce monograficzna wystawa twórczości Ludgera Toma Ringa Młodszego, jego ojca i brata.
Na Zamku Królewskiego na Wawelu znajdują się jedyne dwa obrazy Ludgera Toma Ringa Młodszego w zbiorach polskich. Trafiły one do Krakowa poprzez córkę króla Zygmunta Starego, Zofię Jagiellonkę, żonę Henryka II, księcia brunszwickiego.

## Dzieła
- Autoportret,  (1547) Herzog Anton Ulrich-Museum, Brunszwik
- Zwierzęta,  (1560) Westfälische Landesmuseum, Münster
- Trzy pawie,  (1566) Westfälische Landesmuseum, Münster
- Kwiaty w wazonach,  (1566) Westfälischer Kunstverein, Münster
- Portret mężczyzny,  (1566) Niedersächsisches Landesmuseum, Hanower
- Pastor Hermann Huddaeus,  (1568) Gemäldegalerie, Berlin
- Portret Reinharda Reinersa,  (1569) Herzog Anton Ulrich-Museum, Brunszwik
- Portret Gese, żony Reinharda Reinersa,  (1569) Herzog Anton Ulrich-Museum, Brunszwik
- Otwarty mszał,  (1570) Frances Lehman Loeb Art Center, Vassar College, Nowy Jork
- Portret księżnej Margarity z Münchhausen,  (około 1570), Museo Nacional de Bellas Artes, Hawana
- Portret Tille von Vechelde, (1571) Zamek Królewski na Wawelu, Kraków
- Portret Dorothea, (Doroty von Vechelde),  (1571) Zamek Królewski na Wawelu, Kraków
- Portret doktora,  (około 1572) Indianapolis Museum of Art, Indianapolis
- Portret Ernsta von Redena,  (1579) kolekcja prywatna, Niemcy
- Chrystus błogosławiący,  (około 1575–1580) Metropolitan Museum of Art, Nowy Jork, obraz przypisywany
- Maki, jaskiery, stokrotki, chabry, osty i inne dzikie kwiaty,  kolekcja prywatna, obraz przypisywany
- Portret Joesta Hesseta,  Gemäldegalerie, Berlin

## Galeria

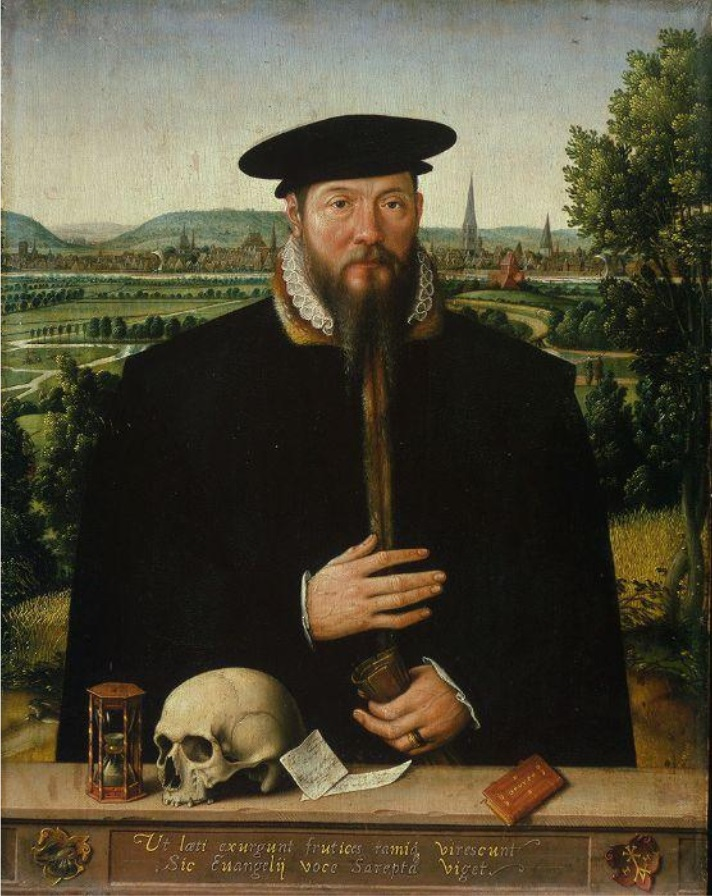
Portret Hermanna Huddaeusa 1568 Gemäldegalerie, Berlin
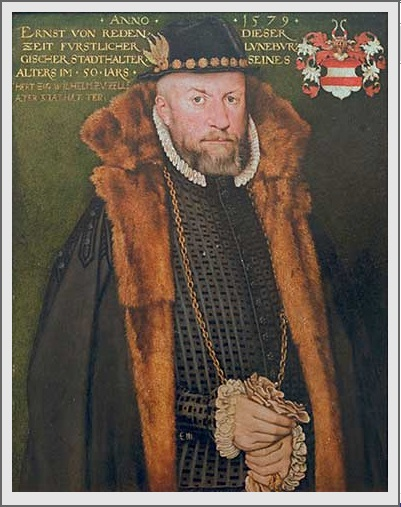
Portret Ernsta von Redena 1579 kolekcja prywatna, Niemcy
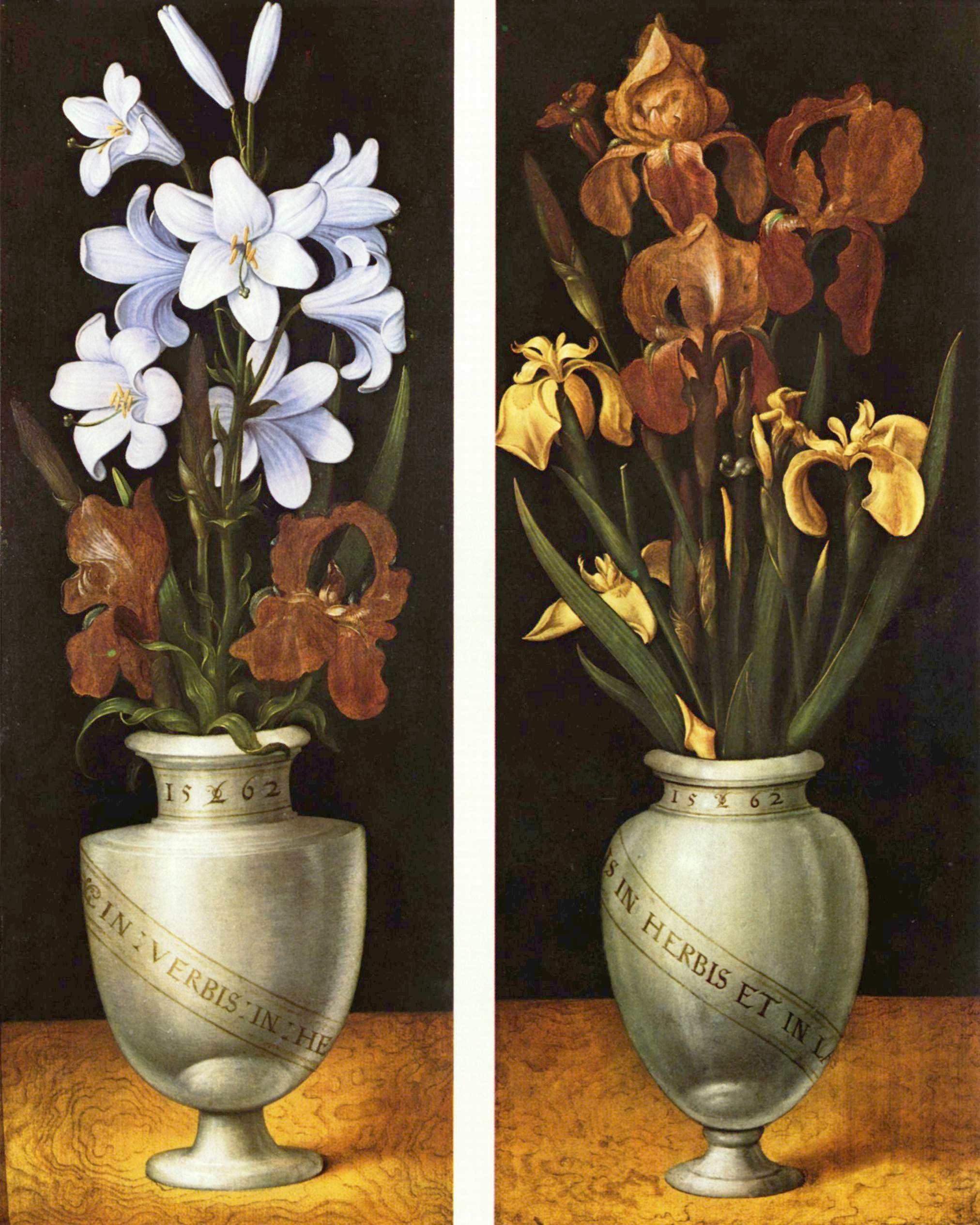
Kwiaty w wazonach 1566 Westfälischer Kunstverein, Münster
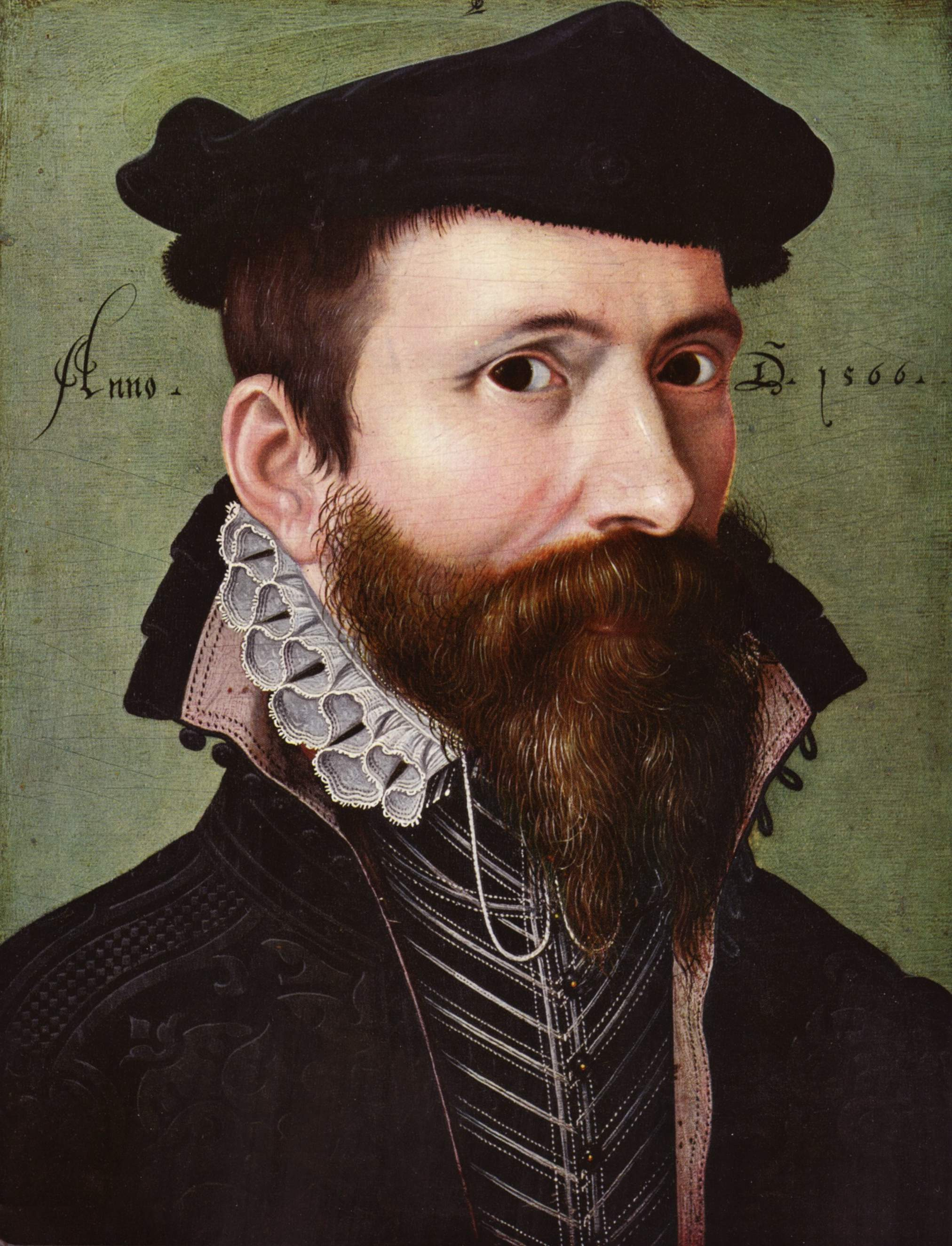
Portret mężczyzny 1566 Niedersächsisches Landesmuseum, Hanower
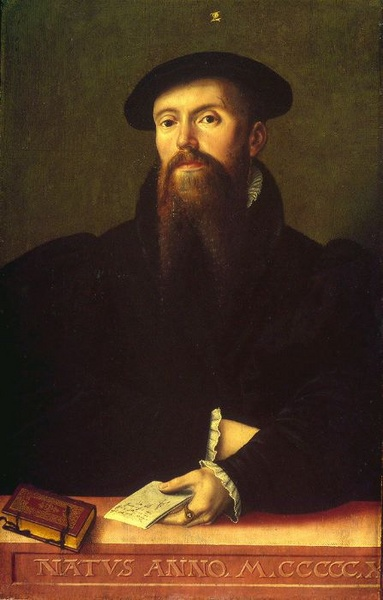
Portret Joesta Hesseta Gemäldegalerie, Berlin
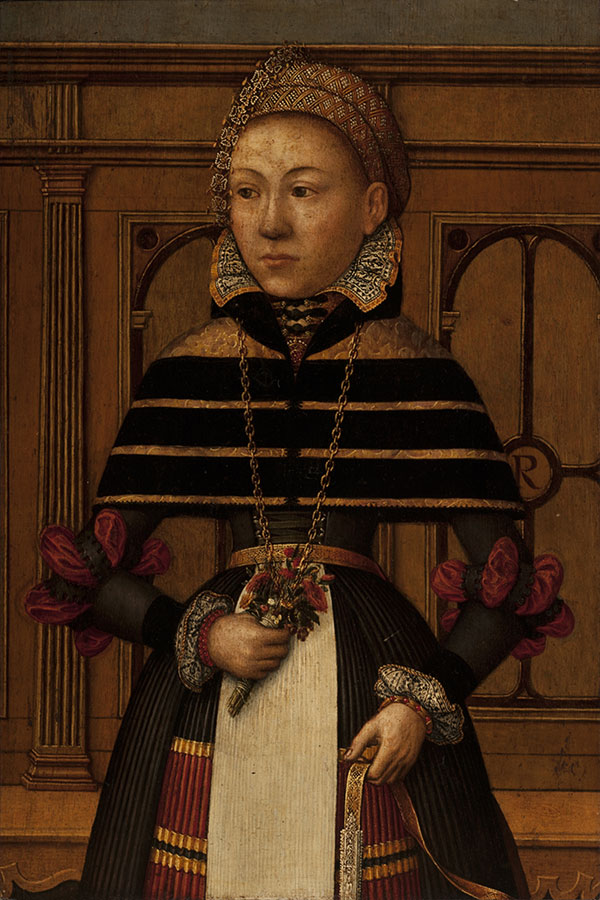
Portret księżnej Margarity z Münchhausen(ok. 1570), Museo Nacional de Bellas Artes, Hawana
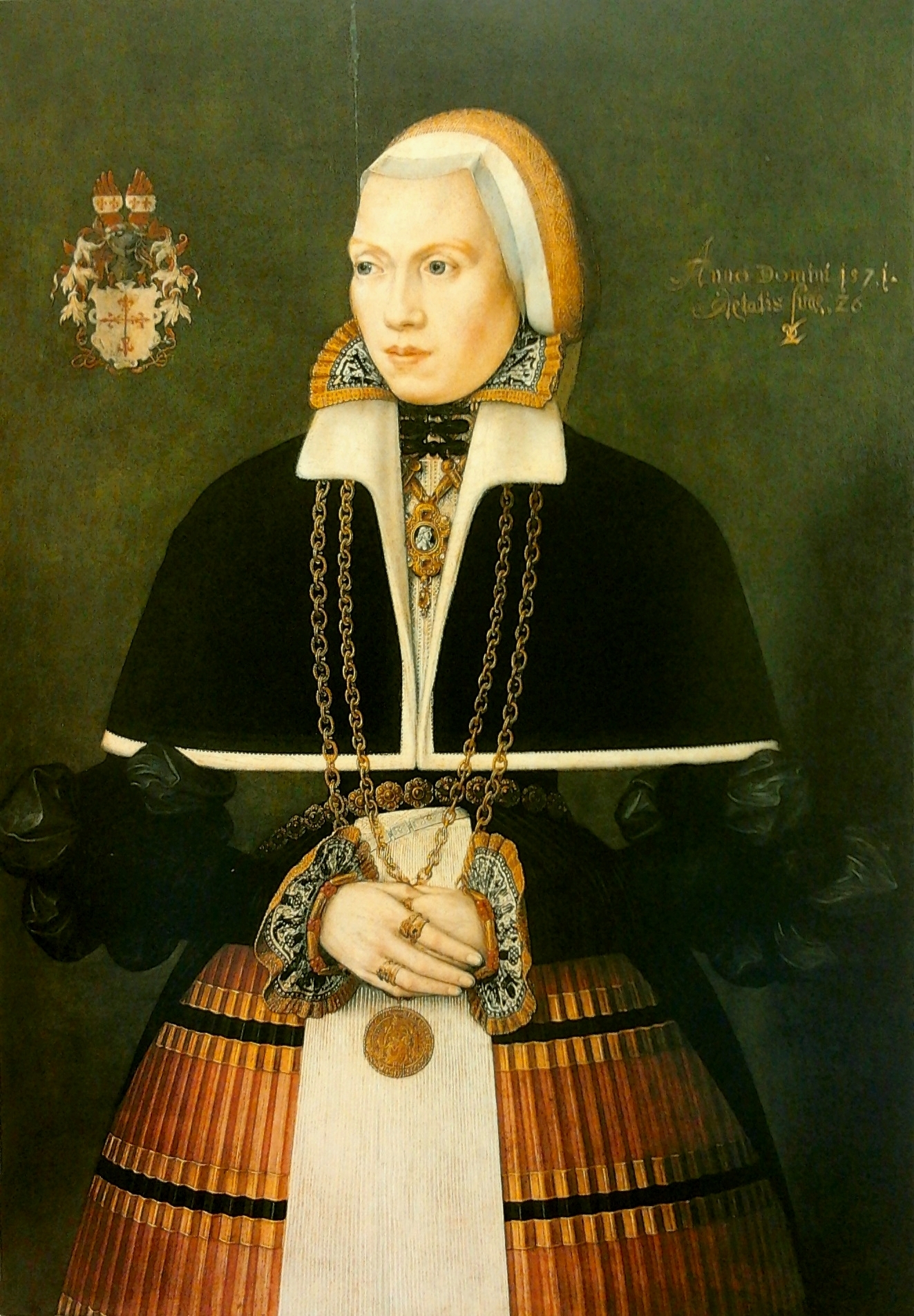
Portret Dorothea, (Doroty von Vechelde) (1571) Zamek Królewski na Wawelu, Kraków
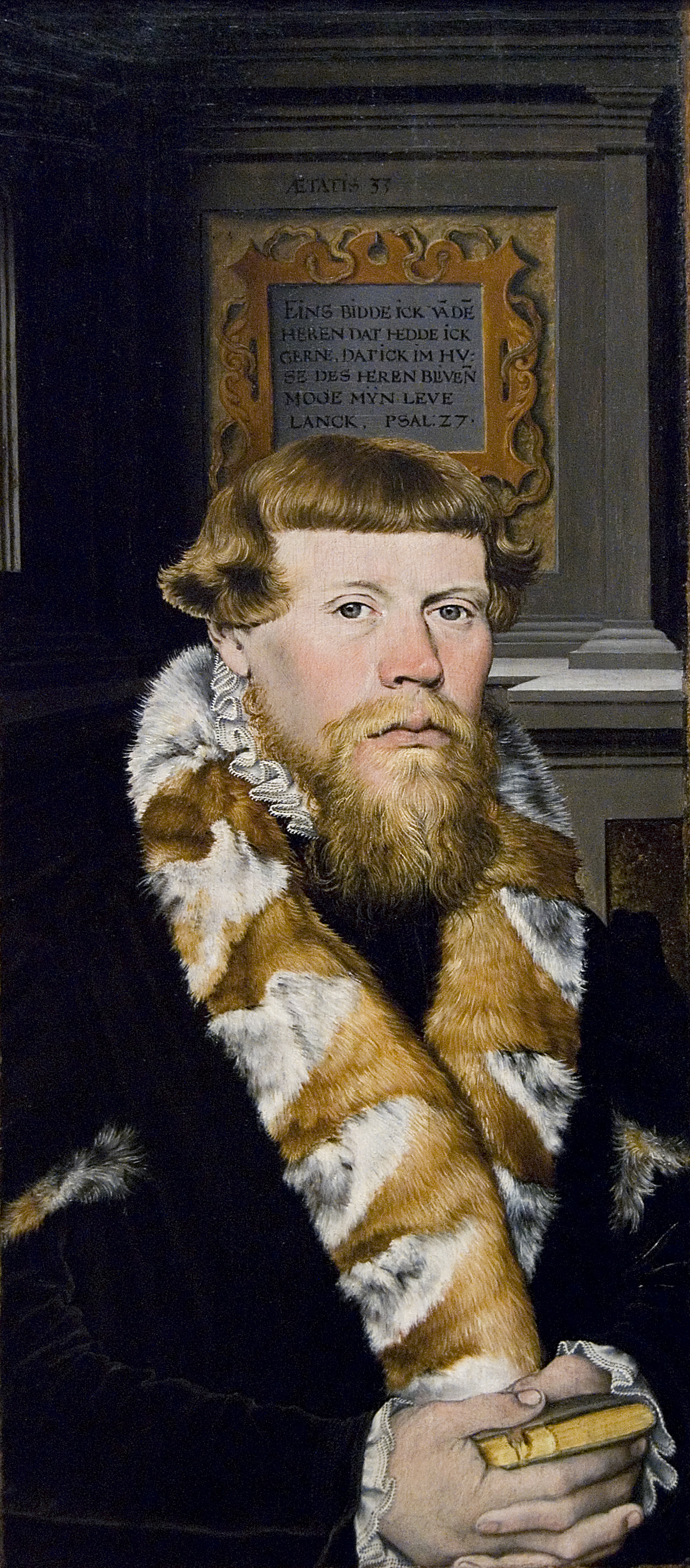
fragment obrazu Chrystus błogosławiący (ok. 1575–1580), Metropolitan Museum of Art, Nowy Jork, obraz przypisywany
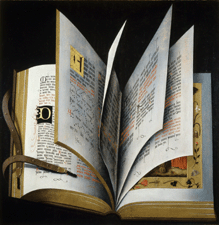
Otwarty mszał